# Pinnwand

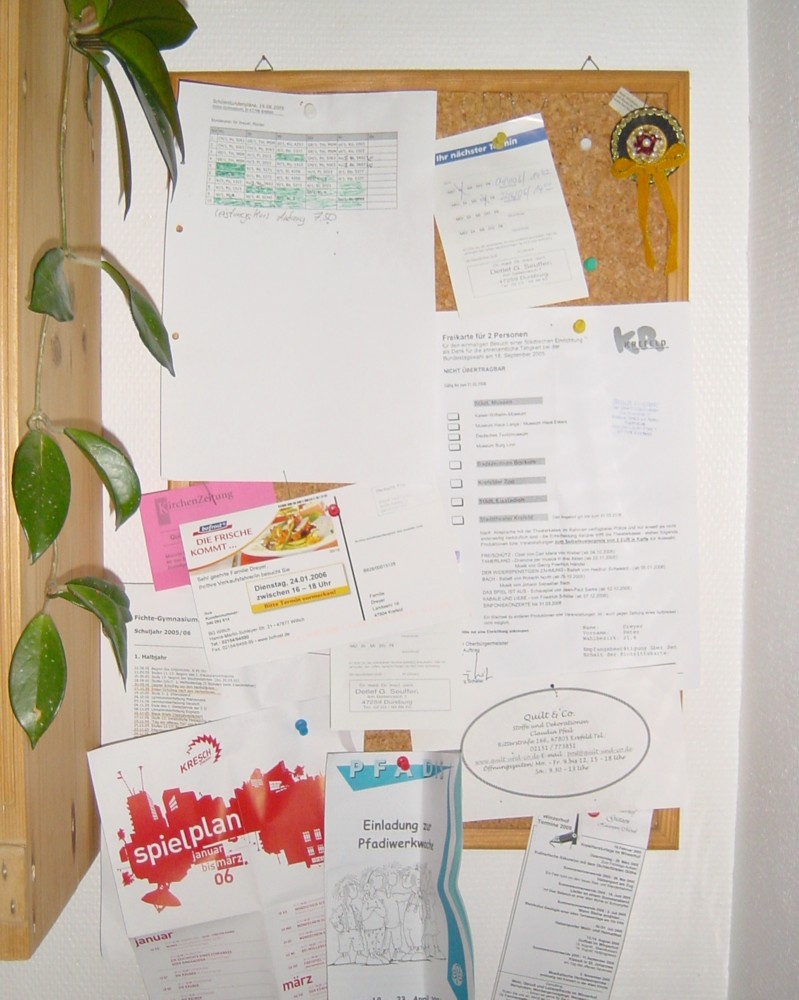
Private Pinnwand

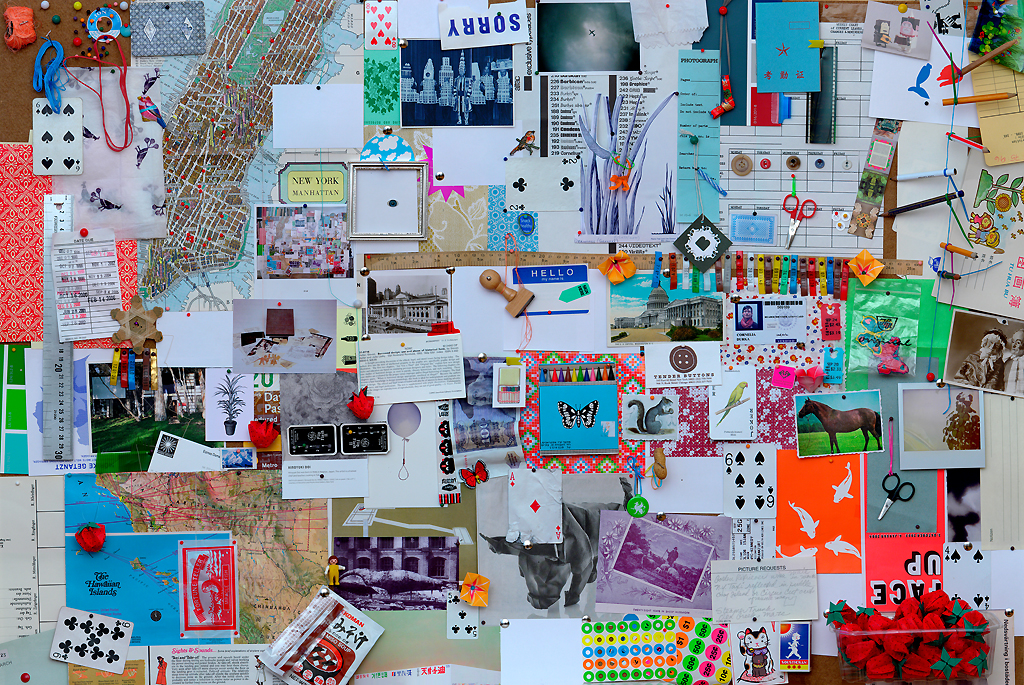
Arbeitswand einer Grafik-Designerin

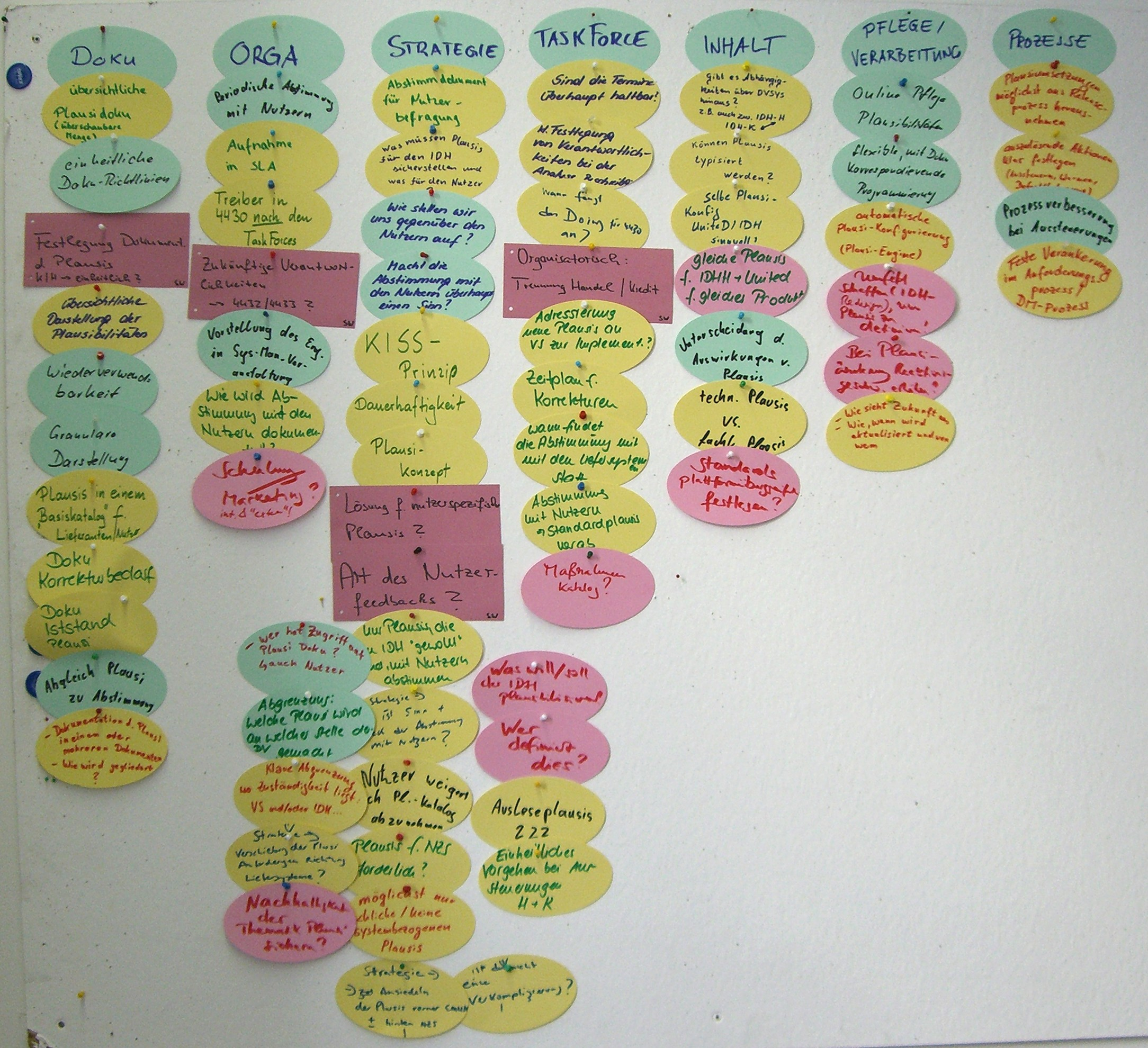
Pinnwand in einer Moderation

Eine Pinnwand (häufig auch Pinwand, von englisch pin für „Nadel“) ist ein Brett bzw. eine Kork-, Hartschaum- oder Weichfaserplatte, woran sich mit Reißzwecken, Stecknadeln oder Pushpins Zettel befestigen lassen. An Magnetwänden aus Metall werden Zettel mit Magneten befestigt. So dienen auch Kühlschränke als Pinnwand.
Pinnwände werden z. B. verwendet, um Termine oder sonstige Informationen bekanntzugeben, oder um Ideen oder Aufgaben festzuhalten und zu ordnen. An einer öffentlichen Pinnwand werden Angebote gemacht und gefunden (Arbeit, Wohnen, Haushaltsgegenstände usw.)

## Die Pinnwand in der Moderation
Die Pinnwandmoderation (auch Moderationsmethode) ist eine spezielle Technik für die Arbeit mit Gruppen. Dafür werden frei im Raum stehende transportable Pinnwände verwendet. Sie bestehen aus einer Hartschaumplatte in einem Metallrahmen und sind etwa 150 × 120 cm groß und 190 cm hoch. Mit Packpapier bespannt, bietet sie eine große Visualisierungsfläche und eignet sich sowohl zur Präsentation vorbereiteter Darstellungen, als auch zur prozessbegleitenden Entwicklung während der Moderation mit Moderationskarten, die von den Teilnehmern beschriftet und geordnet werden.

## Mobile Pinnwände
Für Moderatoren, die ihre Ausrüstung öfter mit auf Reisen nehmen müssen, gibt es zusammenklappbare Pinnwände. In einer Tragetasche verstaut messen sie etwa 70 × 120 cm und können im Auto transportiert werden.

## Schreibweise
Sowohl die Schreibweisen „Pinnwand“ als auch „Pinwand“ sind üblich, korrekt ist „Pinnwand“. Der Duden kennt nur die „Pinnwand“, die vom Verb „pinnen“ hergeleitet wird. Die Schreibweise „Pinwand“ wird vermutlich vom englischen „Pin“ hergeleitet, was für Nadel bzw. Stift steht.